# 包托尼奥

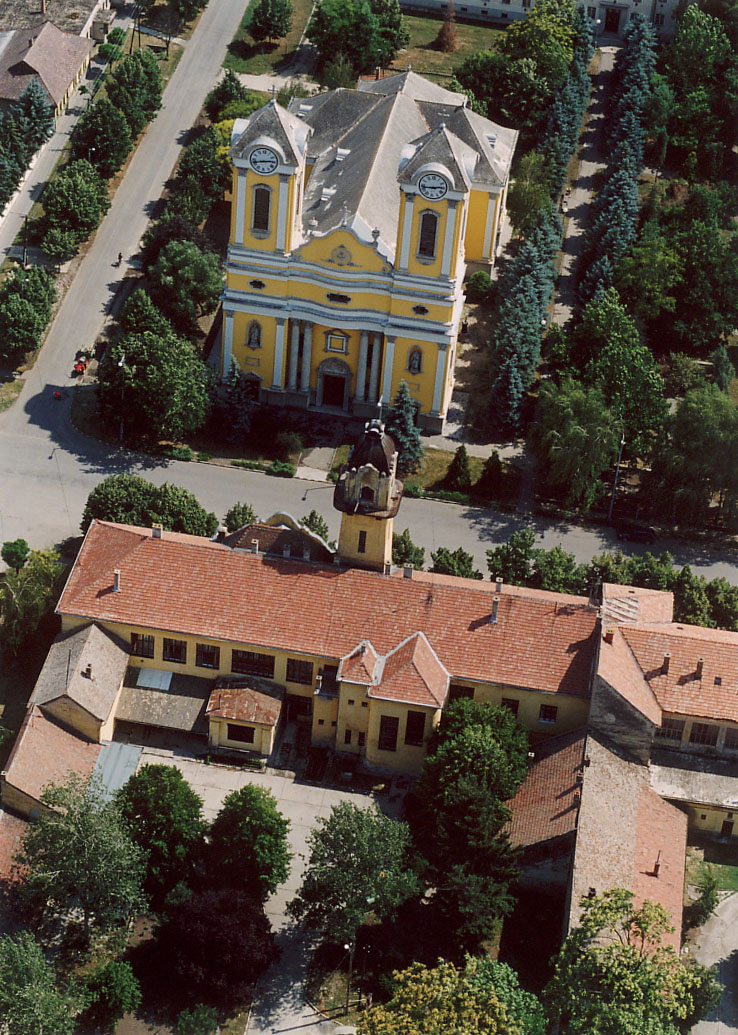

包托尼奧（匈牙利語：Battonya）是匈牙利的城鎮，位於該國東南部，由貝凱什州負責管轄，面積145.71平方公里，該地區自石器時代已有人類居住，2011年人口5,609，其中約一半居民信奉天主教。
46°17′N 21°01′E / 46.283°N 21.017°E